# Sitta nagaensis
Sitta nagaensis е вид птица от семейство Зидаркови (Sittidae).

## Разпространение
Видът е разпространен във Виетнам, Индия, Китай, Лаос, Мианмар и Тайланд.